# St. Laurentius (Wernsbach)

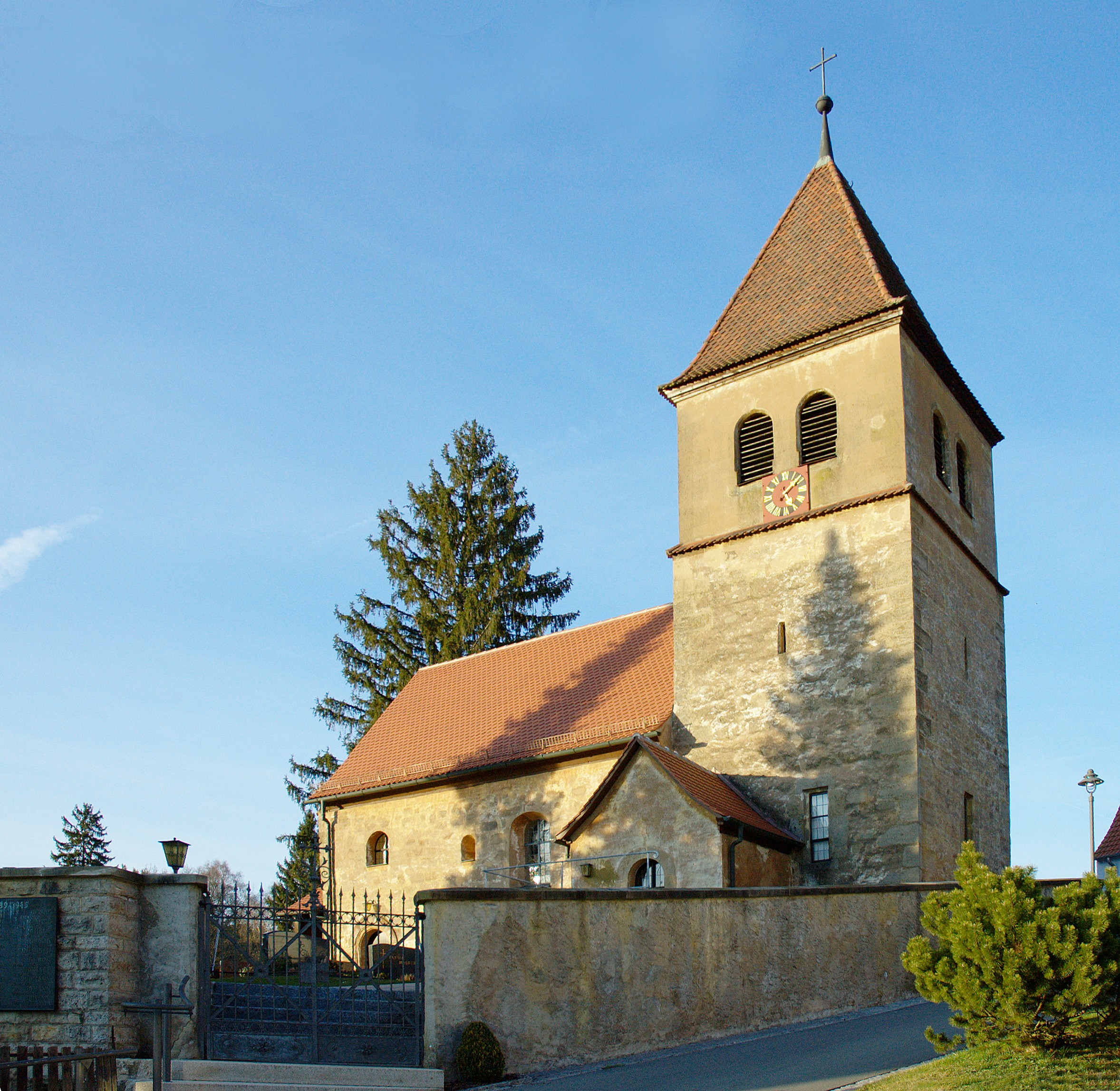
St. Laurentius

St. Laurentius ist eine nach dem römischen Diakon und Märtyrer Laurentius benannte Kirche der evangelisch-lutherischen Gemeinde Wernsbach. Sie ist eine Filialkirche der St.-Nikolai-Gemeinde Neuendettelsau und hat derzeit 110 Gemeindeglieder. Die Kirchweih wird jährlich am 10. August bzw. am darauf folgenden Sonntag gefeiert.

## Geschichte
Ein erster sicherer Hinweis dieser Kirche findet sich 1548 im Salbuch des Landalmosenamtes. Das heute noch im Kern erhaltene Rundbogenportal der Kirche, das im spätromanischen Stil gehalten ist, weist allerdings auf eine Errichtung weit vor ihrer Ersterwähnung hin (12. Jh.). Gemeinhin wird angenommen, dass der Burggraf Konrad II., der Fromme von Nürnberg dem 1295 gegründeten Chorherrenstift St. Nikolaus Spalt zusammen mit St. Georg Bertholdsdorf, der Pfarrkirche St. Vitus Veitsaurach auch diese Kirche als Gründungsgut übergab, obwohl sie in der Schenkungsurkunde nicht explizit erwähnt wird. Wenn auch nicht zweifellos gesagt werden kann, dass das Chorherrenstift schon mit dieser Schenkung zum Eigentümer der Kirche geworden ist, so gilt es als gesichert, dass es dies noch vor der Reformation wurde, da die Untertanen von Wernsbach ihren Zehnten dorthin entrichten mussten und als Gegenleistung von der Pfarrei Bertholdsdorf geistlich betreut wurden.
Mit der Einführung der Reformation im Ansbacher Markgrafentum im Jahr 1528, wurde auch Wernsbach evangelisch-lutherisch, obgleich das Chorherrenstift weiterhin Eigentümer der Kirche blieb und es zu einer Filiale von St. Vitus bestimmte, das katholisch geblieben ist. Dies hatte zur Folge, dass in der Kirche weiterhin auch katholische Gottesdienste abgehalten wurden. Damit hatte sie den zu dieser Zeit seltenen Status einer Simultankirche. Für die Instandhaltung der Kirche sorgte ebenfalls die katholische Kirche. So wurden 100 fl. zur Verfügung gestellt, um die im Jahr 1724 durch einen Dorfbrand beschädigte Kirche wieder herzustellen. 1743 wurden zwei Glocken gestiftet, 1746 eine Uhr. Nach 1766 wurden keine katholischen Gottesdienste mehr gefeiert, da es in Wernsbach keine Katholiken mehr gab. Das Recht des Chorherrenstiftes erlosch am 10. September 1807, als es im Zuge der Säkularisation aufgelöst wurde. Erst ab 1810 wurde St. Laurentius im vollen Rechtssinne Filiale der Nikolaigemeinde Neuendettelsau.
Am 16. Juli 1724 wurde die Inneneinrichtung der Kirche durch einen Brand weitestgehend zerstört. Erhalten geblieben ist das Chorturm-Unterteil mit Sakramentsnische, Piscina und Gewölbe (14./15. Jahrhundert) und die spätromanischen Rundbogenfenster und das Rundbogenportal. 1743 erhielt die Kirche, die ursprünglich drei Glocken hatte, zwei neue Glocken. 1862 wurde unter Pfarrer Wilhelm Löhe die Kirchhofmauer mit Tor und Treppe repariert. 1963 wurde unter Pfarrer Werner Beltinger der offene Treppenaufgang zur Empore überdacht sowie im Innenraum eine Holzdecke eingezogen und die Eingangstüre zur Sakristei durch ein Spitzbogenfenster ersetzt. Zwischen 1969 und 1973 ließ Pfarrer Gerhard Betzner eine neue Orgel und eine Marien- und eine Laurentiusfigur für den Chorraum und zwei weitere Glocken anschaffen.